# Geschiedenis van Jersey
Jersey meet 16 km van oost naar west en 10 km van noord naar zuid. De herkomst van de naam van het eiland Jersey is onzeker. Er zijn meerdere rivaliserende verklaringen voor. Deze verklaringen zien verbanden tussen Jersey en woorden uit het Latijn, het oud-Noors, en Gallisch. Waarschijnlijk komt het achtervoegsel "-ey" (dat terugkomt in de namen van de andere Kanaaleilanden) van het Oud-Noords "ey", dat overeenkomt met de "ei" in "eiland" en ook dezelfde betekenis heeft.
Het eiland Jersey en de andere Kanaaleilanden zijn de laatste overblijfselen van het middeleeuwse hertogdom Normandië dat zowel in bezit van Engeland als Frankrijk als inzet van strijd is geweest. Jersey ligt in de Baai van Mont Saint-Michel en is het grootste van de Kanaaleilanden. Jersey kent sinds de afscheiding van Normandië in 1204 zelfbestuur.

## Prehistorie

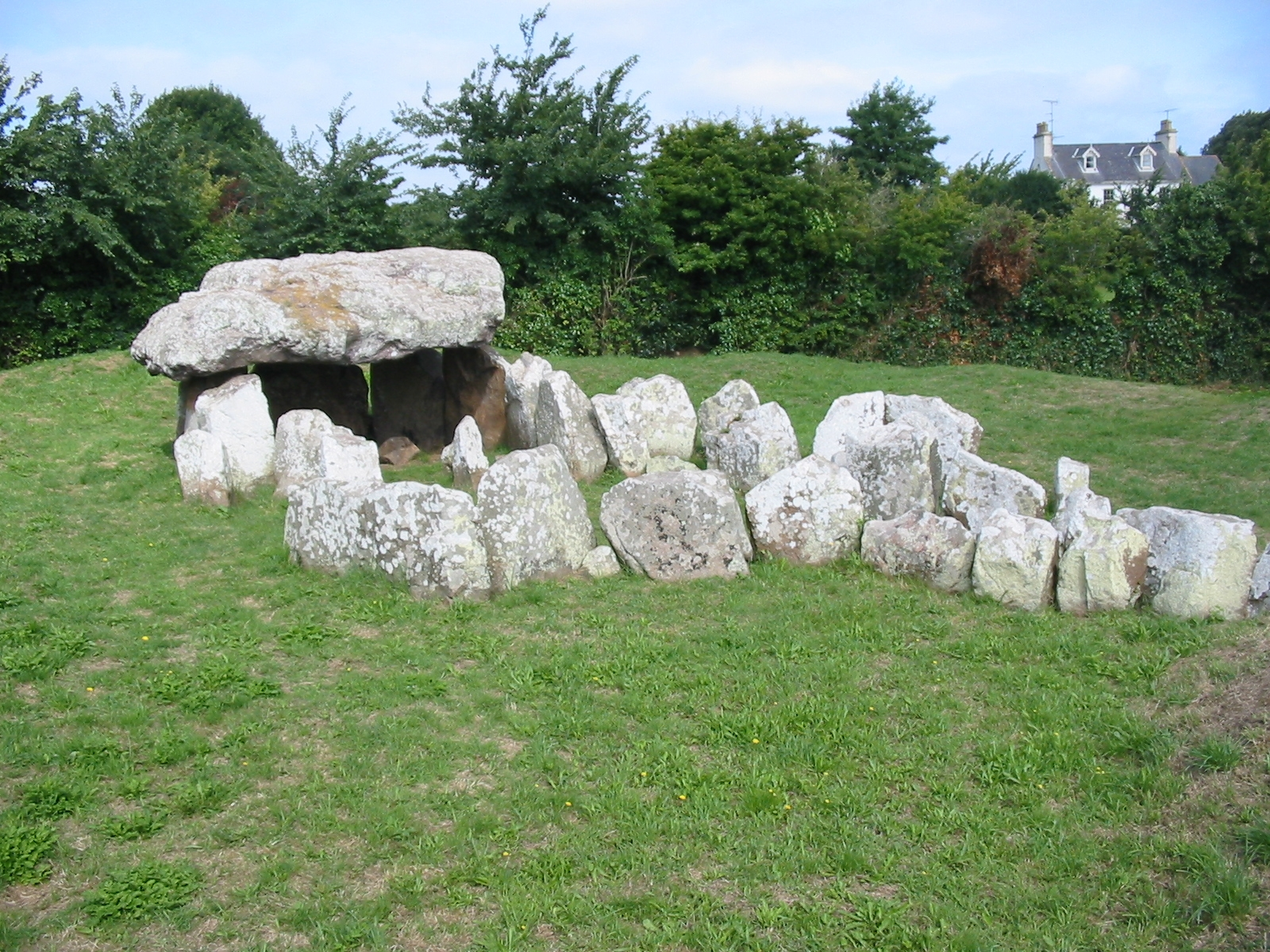
De hunebed "La Pouquelaye de Faldouet" werd gebouwd aan de oostkust, met zicht op het Cotentin Schiereiland (Jersey)

Het oudste bewijs van menselijke activiteit dateert uit de periode toen groepen neanderthalerse jagers de grotten bij La Cotte de St. Brelade als uitvalsbasis voor de mammoetjacht gebruikten; dat is meer dan 35.000 jaar geleden. Sinds ongeveer 8000 jaar is Jersey een eiland. Voor die tijd was de zeespiegel door de ijstijd veel lager en lag het eiland vast aan wat momenteel Frankrijk is.
Er is sporadisch bewijs gevonden van nomadische jagersgroepen voordat de eerste vaste woonplaatsen opgericht werden in de neolithische periode. Van die laatste zijn bewijzen gevonden door de bouw van rituele begraafplaatsen in de vorm van hunebedden (Engels: dolmens), kistgraven en ganggraven. Voorbeeld hiervan zijn La Hougue Bie en de Dolmen du Faldouet. Tevens is archeologisch bewijs gevonden voor handel met Bretagne in het zuiden en de zuidkust van Engeland. Het aantal en de omvang van de vindplaatsen duiden aan dat er een hoge mate van sociale organisatie bestond. 

## Christendom
Ofschoon Jersey deel uitmaakte van het Romeinse Rijk zijn er geen Romeinse resten te overgebleven en is er weinig van bekend. Over de middeleeuwen is zo mogelijk nog minder bekend. Er zijn vrijwel geen geschreven bronnen over de periode vóór de 11de eeuw. Diverse Keltische heiligen, waaronder Samson of Dol en Branwaldr (Brelade), waren in het gebied actief. De overlevering stelt dat Sint Helerius (Frans/Engels: Saint Helier), uit Tongeren, het christendom er verspreidde in de 6de eeuw. Karel de Grote zond afgezanten naar het eiland dat toen (in 803) Angia of Agna genoemd werd.

## Noormannen
De Kanaaleilanden bleven politiek verbonden met Engeland tot 933 toen Willem van Normandië het schiereiland Cotentin veroverde en vervolgens de eilanden. Hij voegde deze toe aan zijn rijk. In 1066 versloeg Willem II van Engeland uit Normandië I Harold Godwinson bij Hastings en werd koning van Engeland. Hij bestuurde de eilanden echter apart.
De eilanden bleven een deel van het graafschap Normandië tot 1204 toen koning Filip Augustus van Frankrijk het graafschap veroverde op koning Jan van Engeland. De eilanden bleven persoonlijk bezit van de koning. De zogenoemde Grondwetten van Koning Jan zijn de fundamenten onder de huidige vormen van autonoom bestuur.

## Feodale tijd

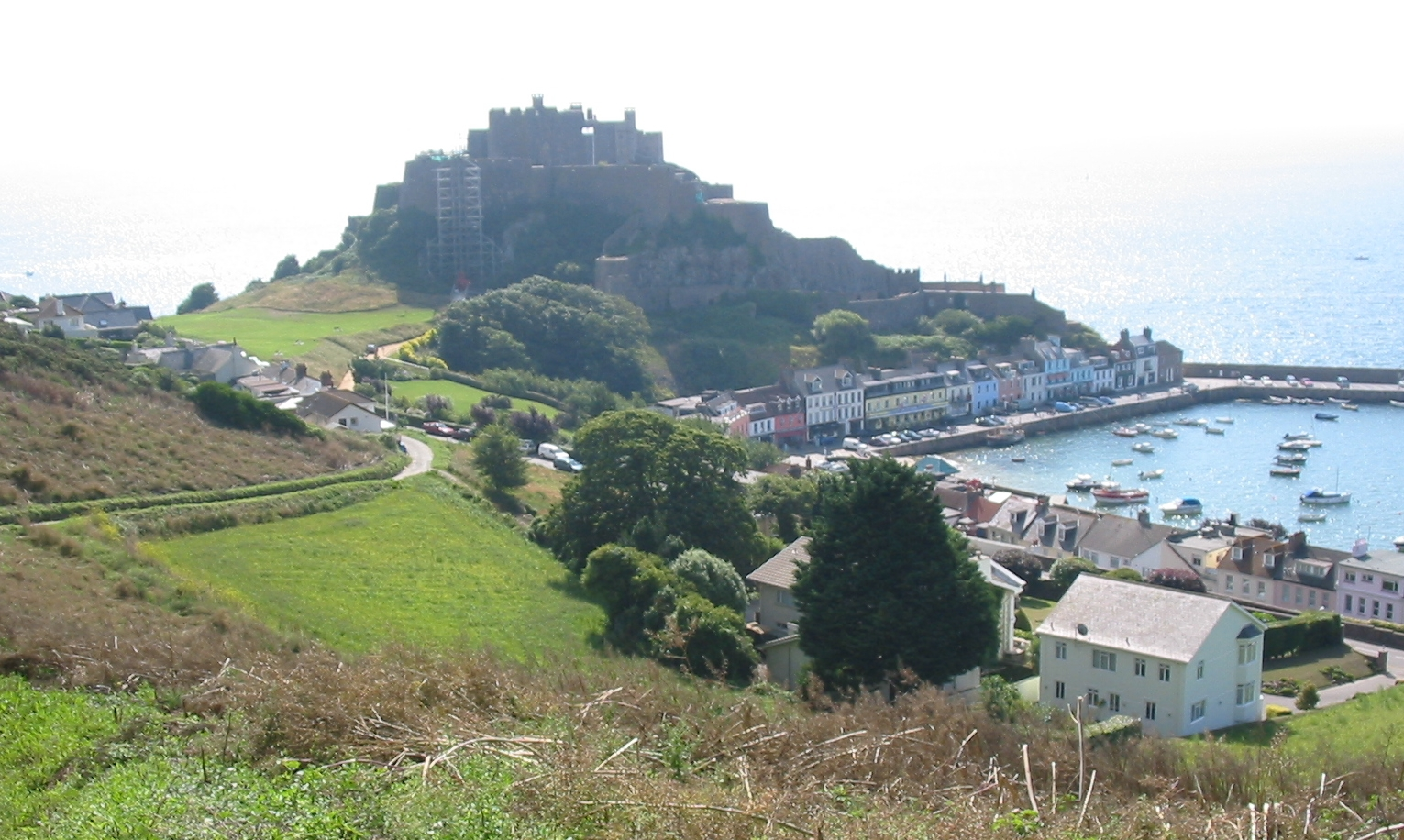
Het Fort "Mont Orgueil" overheerst de kleine haven van Gorey. Dit fort beschermde Jersey tegen aanvallen vanuit Frankrijk.

Vanaf 1204 werden de Kanaaleilanden het brandpunt van de strijd tussen Engeland en Frankrijk. In het verdrag van Parijs (1259) zag de koning van Frankrijk af van de Franse aanspraken op de Kanaaleilanden. De Fransen hadden zich tot dan toe beroepen op het feit dat de eilanden onderdeel waren van het graafschap Normandië, dat nu in Franse handen was. De Engelse koning gaf van zijn kant zijn aanspraken op Normandië op. De Engelse koning benoemde een beheerder (Engels: warden) van de eilanden. Deze positie wordt nu aangeduid als luitenant-gouverneur en baljuw. De Kanaaleilanden werden nooit formeel deel van het Engels koninkrijk.
Het Mont Orgueil kasteel werd in deze tijd gebouwd als verdedigingswerk en kazerne van het eiland. Gedurende de Honderdjarige Oorlog werd het eiland meerdere malen aangevallen; tweemaal tijdens oorlogen om het Engelse kanaal tussen 1338 en 1339. Jersey werd zelfs vanaf 1380 een aantal jaar bezet door de Fransen. Omdat het eiland van strategisch belang was voor de Engelsen konden de bewoners in onderhandelingen met de Engelse koning een aantal bijzondere rechten opeisen. Tijdens de rozenoorlogen werd het eiland tussen 1461 en 1468 opnieuw door de Fransen bezet. Richard Harliston heroverde het eiland en bracht het weer onder het gezag van de Engelse koning.

## 16de eeuw
In de 16de eeuw namen de eilanders het protestantse geloof aan en werd het leven erg sober. Door het toenemende gebruik van buskruit op het slagveld moesten de fortificaties op het eiland worden aangepast en werd er een nieuw fort gebouwd om de baai van Saint Aubin te verdedigen. Dit fort werd door de toenmalige gouverneur Walter Raleigh genoemd naar de koningin, Elizabeth Castle. Een ouder fort is Mont Orgueil.
De lokale militie werd gereorganiseerd op basis van de kerkgemeentes (kerspel) (Engels: parish) en iedere gemeente kreeg twee kanonnen die meestal in de kerk werden ondergebracht. Een van de kanonnen van Saint Peter kan tegenwoordig worden bekeken onder aan Beaumont Hill.

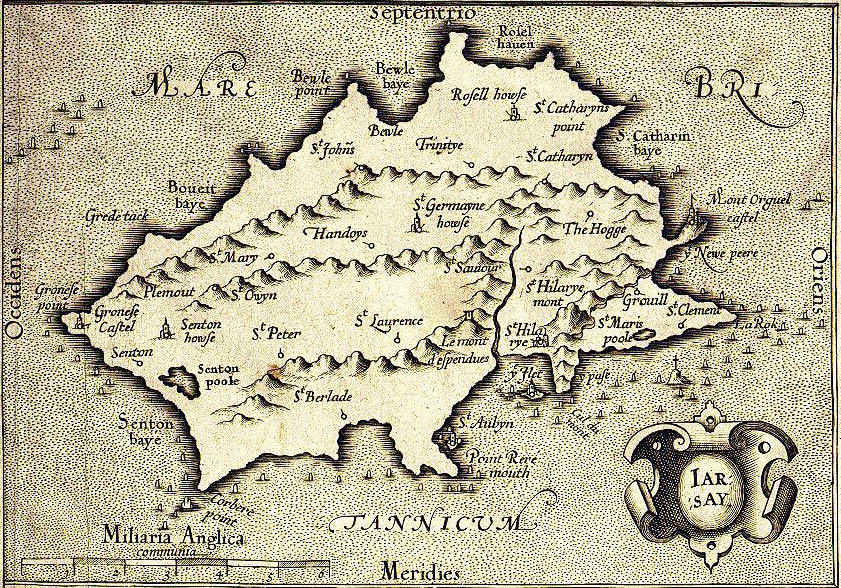
Deze kaart van Jersey uit 1639 toont enkele binnenlandse details zoals Le Mont ès Pendus (de galgenberg) nu Westmount genoemd, de kustlijn is echter zeer onnauwkeurig.

De productie van breiwerk nam zodanige vormen aan dat het een bedreiging ging vormen voor de eigen voedselproductie. Dus werden er wetten in het leven geroepen waarmee werd bepaald wie mocht breien met wie en wanneer.
Rond deze tijd, de 16de eeuw dus, raakten de eilanders betrokken bij de visserij rond Newfoundland. De boten vertrokken van het eiland in februari of maart na een dienst in de kerk van de gemeente Saint Brélade en keerden pas terug in september of oktober.

## 17de eeuw
Halverwege de 17de eeuw werd Engeland geteisterd door een burgeroorlog. Ook Jersey was hierdoor verdeeld; terwijl de sympathie van de bevolking bij het parlement lag zorgden de Carterets ervoor dat het eiland onder de koning bleef. De toekomstige Karel II bezocht het eiland in 1646 en nogmaals in 1649 na de moord op zijn vader. De parlementstroepen veroverden het eiland uiteindelijk in 1651 en als dank voor de steun tijdens zijn ballingschap gaf koning Karel II een groot grondgebied in de Amerikaanse kolonie aan George Carteret dat hij prompt hernoemde naar New Jersey. Aan het eind van de 17de eeuw werd de band met Amerika nog versterkt door de emigratie van vele eilanders naar New England en het noordoosten van Canada. Kooplieden van Jersey bouwden een bloeiend handelsimperium op in Newfoundland en stichtten er vele seizoensgebonden nederzettingen (zoals Bay Roberts).

## 18de eeuw

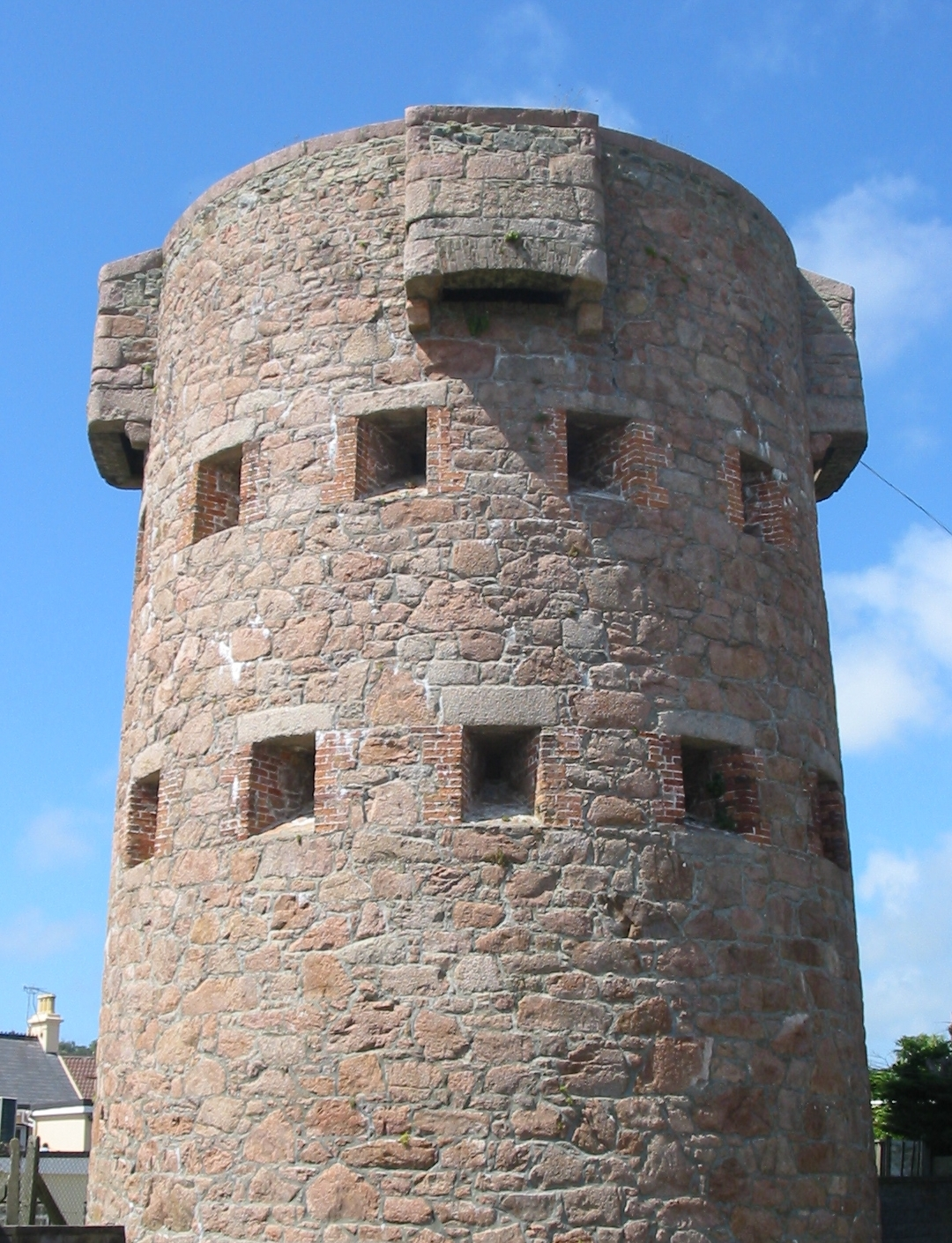
Aan de kust zijn in de 18de eeuw 30 Ronde torens gebouwd om het eiland te beschermen tegen Franse aanvallen.

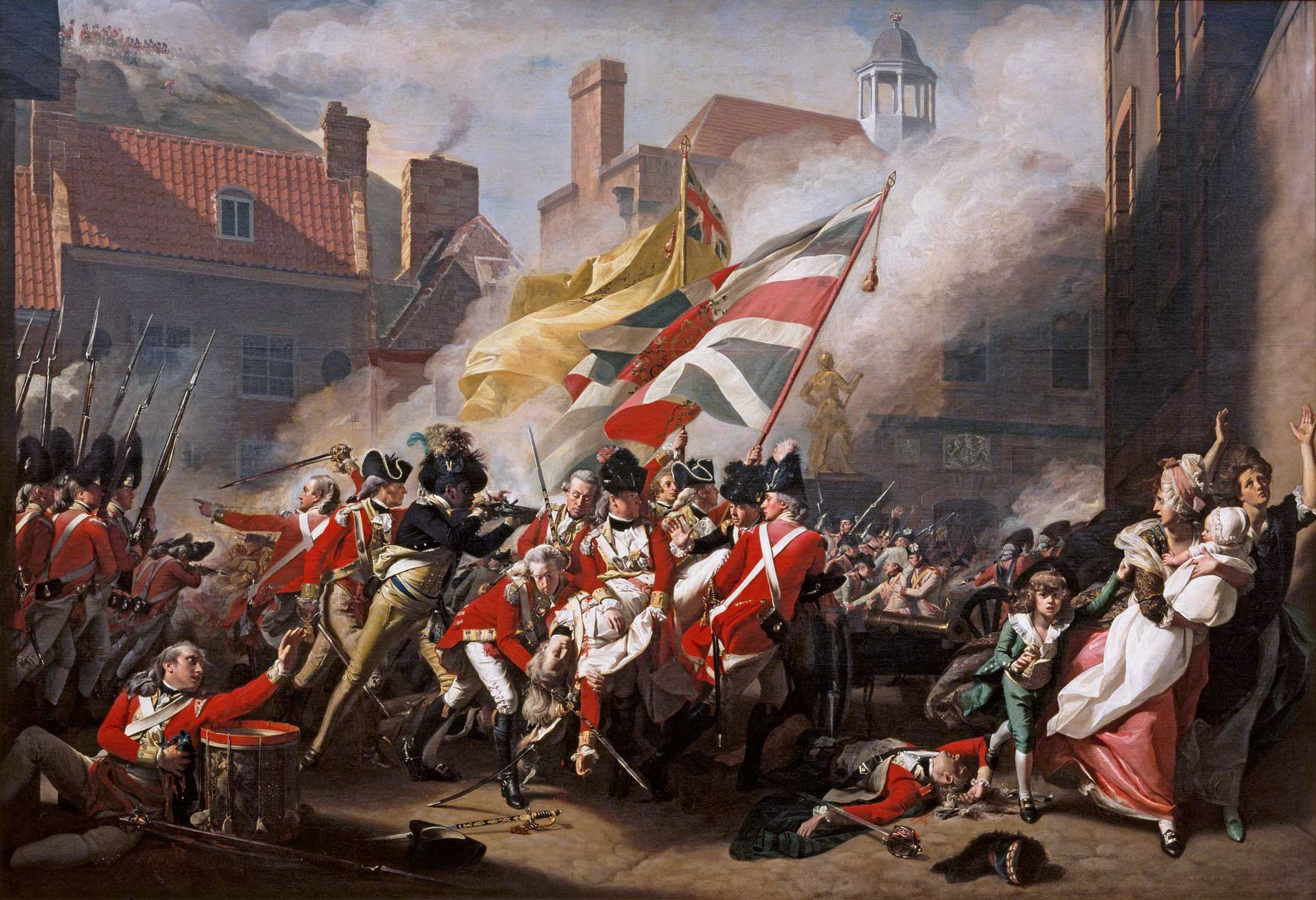
De dood van Majoor Peirson, John Singleton Copley, 1782-1784.

In de 18de eeuw was er vaak politieke spanning tussen Groot-Brittannië en Koninkrijk Frankrijk omdat beide landen over de hele wereld hun imperium uitbreidden. Door zijn ligging verkeerde Jersey bijna doorlopend in een oorlogsdreiging. Langs de hele kust van Jersey zijn dan ook nog dertig ronde torens te zien. Met de bouw hiervan werd in 1778 begonnen.
Tijdens de Amerikaanse Onafhankelijkheidsoorlog werden er twee invasiepogingen tegen Jersey ondernomen. In 1779 werd Willem V van Oranje-Nassau ervan weerhouden bij de baai van Saint Ouen aan land te gaan maar twee jaar later, op 6 januari 1781, slaagde een Frans leger onder leiding van Baron de Rullecourt er in Saint Helier te veroveren met een gewaagde actie bij zonsopgang. Hij werd kort daarop verslagen door een Brits leger geleid door majoor Peirson. Deze slag wordt de Slag om Jersey genoemd en wordt nog steeds dagelijks herdacht met een kanonschot vanaf Elizabeth Castle.
Een korte vrede werd gevolgd door de Franse revolutionaire en napoleontische oorlogen die, toen ze voorbij waren, Jersey voor altijd hadden veranderd. De eerste drukpers werd in 1784 in gebruik genomen in Jersey.

## 19de eeuw

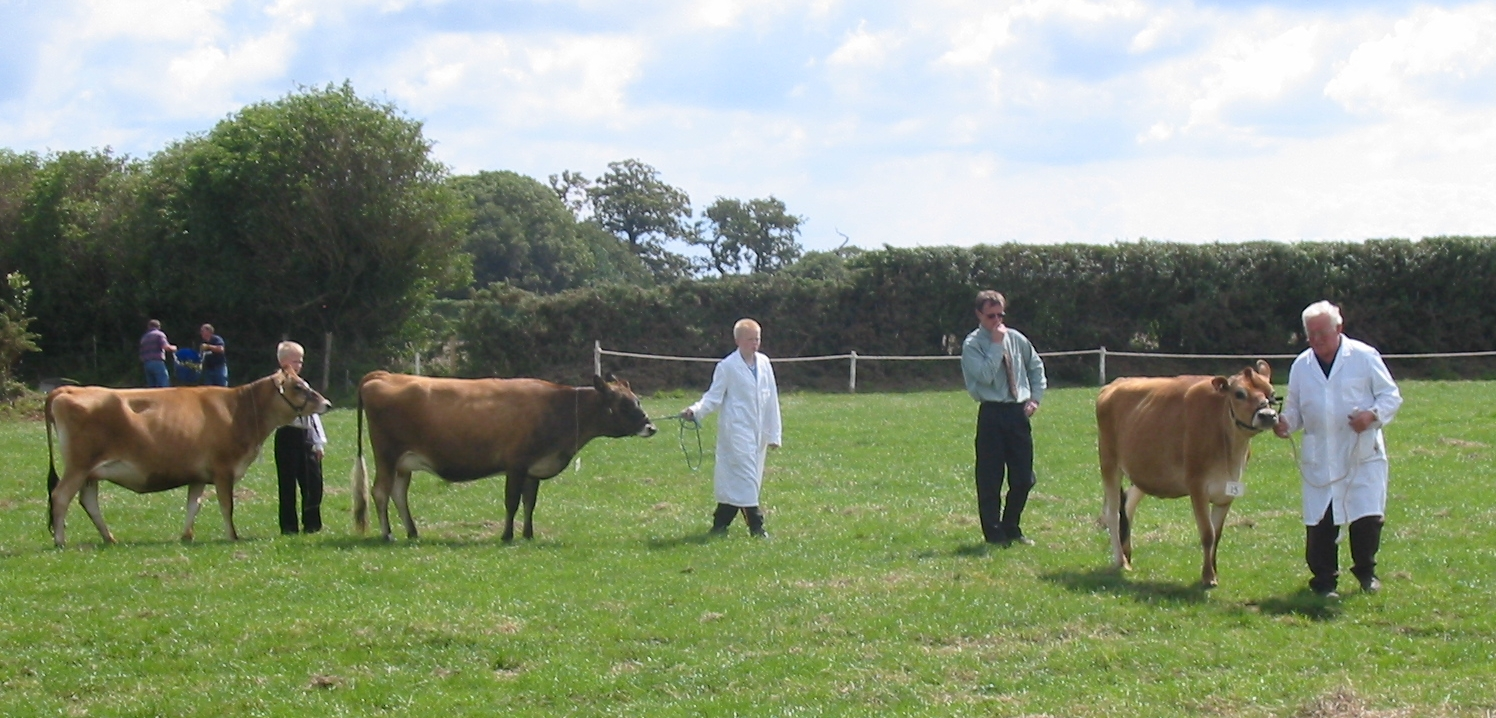
Het Jersey-rund werd gefokt in de 19de eeuw. Veekeuringen zijn en blijven een kenmerk van het platteland.

Op Jersey is eeuwenlang het Franse pond (Frans: livre tournois) gebruikt als betaalmiddel. Deze munt werd afgeschaft na de Franse Revolutie. Ondanks dat de munt niet langer werd geslagen, bleef het formeel in gebruik tot 1837 toen de beschikbaarheid van de munt tot onoverkomelijke problemen zorgde. Vanaf 1837 werd het Franse pond vervangen door de Jersey pound, als wettelijk betaalmiddel.
De bouw van militaire wegen (soms onder bedreiging van geweld door de gouverneur van landeigenaren) hadden, nadat de vrede intrad, een positief effect op de handel in agrarische producten. Deze wegen waren bedoeld om de kustversterkingen met de haven van St. Helier te verbinden. Gebruikmakend van stoomschepen en de Britse en Franse spoorwegen waren de boeren in staat om hun producten snel via de haven naar de markten van Londen en Parijs te vervoeren. Deze nieuwe transportmogelijkheden bevorderde ook het toerisme.
Er werden twee spoorlijnen aangelegd langs de zuidkust:
- De `Jersey Railway` van Saint Helier (station Weighbridge) naar Corbière, geopend in 1870 en gesloten in 1936. Oorspronkelijk normaalspoor maar later omgebouwd naar kaapspoor.[2]
- De ´Jersey Eastern Railway` van Saint Helier (station Snow Hill) naar Gory Pier, geopend in 1873 en gesloten in 1929. Aangelegd met normaalspoor.[3]

Het grote aantal Engelssprekende soldaten dat op het eiland werd gestationeerd en het grote aantal gepensioneerde officieren en Engelssprekende arbeiders dat na 1820 naar het eiland kwam zorgden ervoor dat het eiland langzaam veranderde naar een Engelssprekende cultuur.
Jersey werd een van de belangrijkste plaatsen voor de scheepsbouw; er werden meer dan 900 schepen op het eiland gebouwd. Tegen het eind van de 19de eeuw profiteerden boeren, toen de cider- en wolindustrie afnam, van twee nieuwe producten: namelijk de ontwikkeling van de Jersey-melkkoe, en de Jersey-aardappel. De koe was het gevolg van een nauwkeurig fokprogramma, de aardappel een gelukstreffer.
De anarchistische filosoof Peter Kropotkin, die de Kanaaleilanden bezocht in 1890, 1896 en 1903 beschreef de landbouw van Jersey in zijn werk De verovering van het brood uit 1892.
Het belang van het toerisme nam in de 19de eeuw steeds meer toe.

## 20ste eeuw

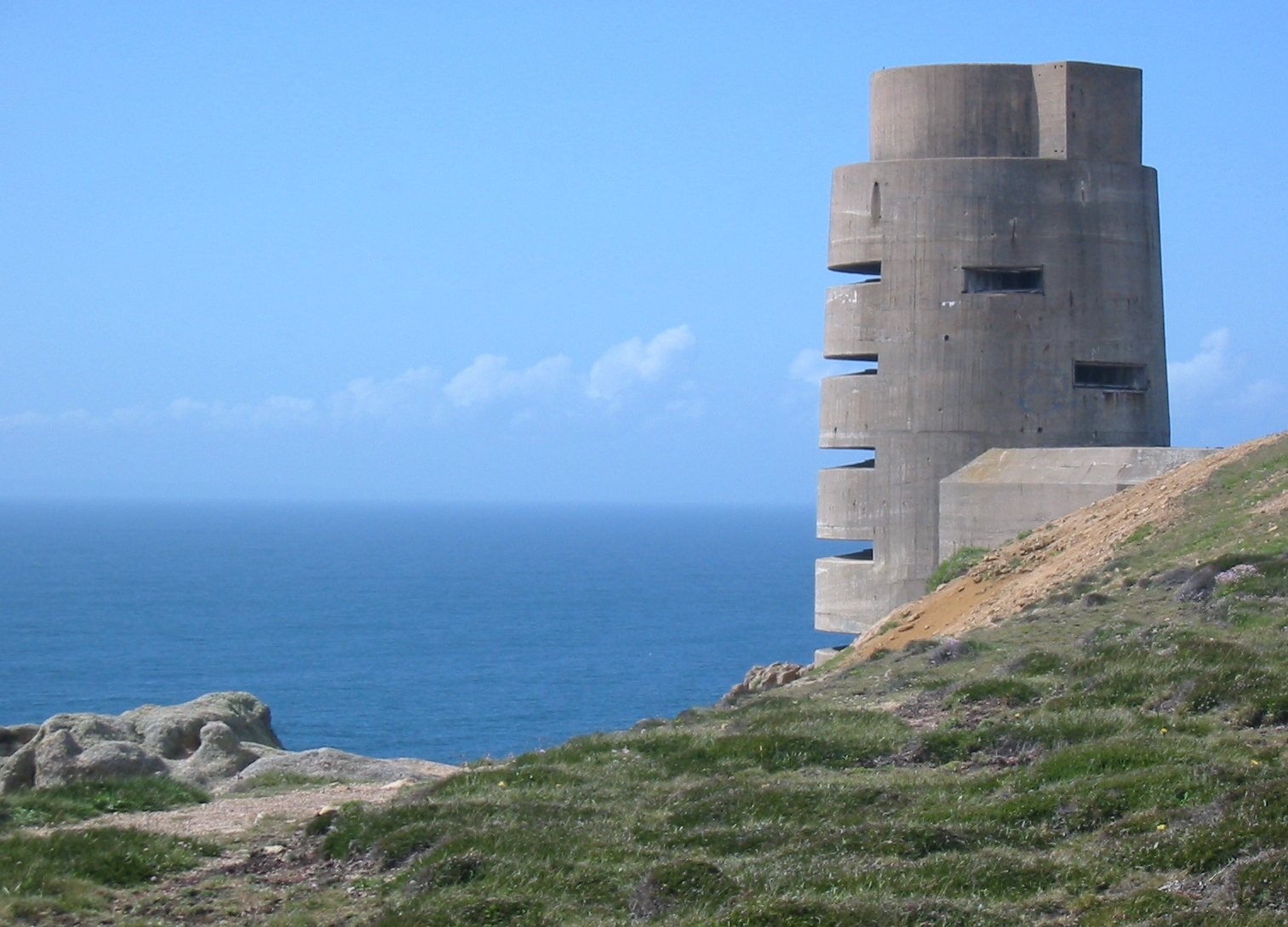
De Duitse Organisation Todt bouwde deze uitkijktoren bij Les Landes tijdens de bezetting van Jersey in de Tweede Wereldoorlog als deel van de Atlantische muur

Vanaf 1901 werd de Engelse taal toegestaan tijdens de debatten in de Staten van Jersey. De eerste wet die voornamelijk in het Engels werd opgesteld was de Inkomstenbelastingwet van 1928.
De 20ste eeuw wordt, emotioneel gezien, gedomineerd door de bezetting door Duitse troepen tussen 1940 en 1945. De regering in Londen gaf al in het begin van de oorlog aan dat de Kanaaleilanden onverdedigbaar waren. Jersey werd gedemilitariseerd om zo veel mogelijk geweld te voorkomen. Ongeveer 8000 eilanders werden geëvacueerd naar Engeland.
In een later stadium van de oorlog werden 1200 eilanders van Britse afkomst als wraakactie door de Duitsers gedeporteerd naar kampen in Duitsland en meer dan 300 werden veroordeeld tot gevangenschap en concentratiekampen op het vasteland. Als gevolg hiervan overleden 20 eilanders. Omgekeerd werden slavenarbeiders uit Rusland naar Jersey gebracht. De inwoners van Jersey werden tijdens de winter van 1944-1945 bijna uitgehongerd omdat de toevoerroutes vanuit bezet Europa afgesneden waren door de invasie in Normandië door de geallieerde troepen. Hongerdoden werden voorkomen doordat het Rode Kruis-schip de "Vega" het eiland in december 1944 kon bevoorraden. Van de Duitse bezetting zijn overblijfselen zoals het German Underground Hospital, een van de meest bezochte bezienswaardigheden van Jersey. Daarnaast zijn er langs de kust vele bunkers. De Kanaaleilanden waren het enige deel van het Britse rijk dat bezet werd door de Duitsers tijdens de Tweede Wereldoorlog. De Bevrijdingsdag, 9 mei, vond plaats een dag na de algemene Duitse capitulatie van 8 mei. 9 mei is daarom een lokale feestdag.
Het belang van het toerisme nam vanaf de 19de eeuw steeds meer toe. In de jaren vanaf 1945 tot 1990 bereikte het toerisme een hoogtepunt. De financiële industrie werd vanaf de 1960 de meest belangrijke en bepalende groei-industrie voor Jersey.

## 21e eeuw
Jersey heeft een eigen visserijzone van 12 mijl rond het eiland. Het heeft een eigen vissersvloot en is door visserijverdragen verbonden met de Europese Unie. Nog geen vier maanden na het effectief worden van de Brexit veroorzaakte het kroondomein een korte visserijoorlog, door eenzijdig de 41 vergunningen voor Franse vissersschepen te herzien. Op 30 april 2021 deelde Jersey mee, dat deze minder lang in de zone mochten varen en niet meer op bepaalde soorten mochten vissen.
Franse vissers blokkeerden de haven van Saint Helier, en de Franse regering dreigde de elektriciteit naar Jersey af te sluiten. Britse en Franse marineschepen stoomden op naar het eiland, maar de ruzie werd toch weer bijgelegd.